# 鄭懋緯
鄭懋緯（1580年—1640年），字承聚，號景璧，廣東廣州府南海縣民籍順德縣人。

## 生平
庚辰七月初五日生，行一，治《詩經》，由廩生中式己酉鄉試七十三名舉人，年三十歲中式萬曆三十八年庚戌科會試二百六名，第三甲第一百十六名進士。都察院觀政，授江西臨江府新淦知縣，卒。

## 家族
曾祖鄭應文，知縣；祖鄭用夏，知縣；父鄭僑；母張氏。妻劉氏，兄桂芳（庠生）；學芳，弟廷玉（庠生）；懋中（庠生）；學曾（庠生）；懋齡（庠生）；之鵉（庠生）；司直（庠生）；懋華（庠生）；之鶚；懋良（庠生）；懋經。子嘉命；嘉會。